# 1993 у відеоіграх

## Події
- В березні у Швеції почав виходити журнал Super PLAY, присвячений відеоіграм.
- Nintendo спільно з Silicon Graphics оголосила про початок розробки консолі наступного покоління[1][2](так званий Project Reality). В результаті співпраці через кілька років було випущено Nintendo 64.

## Релізи
Основні:
- 6 червня — The Legend of Zelda: Link's Awakening для Game Boy від Nintendo — лідер з продажів свого часу.
- 6 вересня — Master of Orion від MicroProse — перша гра своєї серії, засновниця жанру 4X.
- 24 вересня — Broderbund випустила гру Myst, яка стала однією з найбільш продаваних комп'ютерних ігор всіх часів.
- Листопад — LucasArts випустила Sam & Max Hit the Road, яка стала однією з найсмішніших пригод всіх часів.
- 10 грудня — Doom від id Software — один з перших FPS

Також цього року вийшли:
- Mortal Kombat II — чергова гра серії
- SimCity 2000 від Maxis — друга гра в серії SimCity.
- Ridge Racer від Namco.
- Лютий — X-Wing від LucasArts для персональних комп'ютерів.
- Bullfrog випускає Syndicate.
- MechWarrior від Beam Software[en]
- 26 березня — Nintendo випускає Kirby's Adventure, другу гру про Kirby.
- 29 квітня — The Lost Vikings[en] від Interplay Entertainment і Blizzard Entertainment.
- 7 липня — Samurai Shodown від SNK.
- 14 липня — Super Mario All-Stars для платформи Super NES від Nintendo.
- 6 серпня — Secret of Mana від Square для SNES.
- 20 серпня — Return to Zork від Activision.
- 23 вересня — Sega випускає Sonic CD, в якій вперше з'являються Емі Роуз і Метал Сонік.
- 11 листопада — Sega випускає платформер Disney's Aladdin[en], заснований на однойменному анімаційному фільмі.
- 17 грудня — Sierra On-Line релізи Gabriel Knight: Sins of the Fathers.
- Virtua Fighter від Sega.
- The 7th Guest від Virgin Games.
- Apogee Software випустила гру Bio Menace і Duke Nukem II[en] — другу гру однойменної серії[en].
- Broderbund випускає другу частину серії Prince of Persia[en] — Prince of Persia 2: The Shadow and The Flame.
- Titus Interactive[en] випускає продовження платформера Prehistorik[en] — Prehistorik 2[en].

## Технологія
- Commodore Business Machines випускає Amiga CD32 — одну з перших консолей, здатну працювати з CD-ROM.
- GoldStar, Panasonic, та Sanyo випускають свої версії консолі 3DO
- Sega випускає Sega Mega-CD у Європі та Австралії.

## Компанії
Компанія Spectrum HoloByte купує MicroProse Inc., яка раніше створила авіасимулятор Red Baron та стратегію Civilization. Згодом внаслідок ряду скорочень один з основних розробників цієї компанії Сід Меєр змушений був звільнитися і заснувати власну компанію — Firaxis Games
Цього року були засновані:
- nVidia Corporation — американський виробник графічних процесорів, відеоадаптерів під торговими марками Riva TNT та GeForce, мультимедійних та комунікаційних пристроїв для ПК та ігрових консолей.
- Take-Two Interactive Software Inc.. Згодом після ряду поглинань інших компаній, вони стали володіти такими відомими серіями ігор, як BioShock,Civilization, Grand Theft Auto, Mafia, Max Payne, NBA 2K, NHL 2K, Stronghold.
- Croteam Ltd. — майбутні розробники серії Serious Sam